# 2e étape du Tour d'Italie 2009
La 2e étape du Tour d'Italie 2009 s'est déroulée le 10 mai 2009. Cette étape longue de 156 km reliait Jesolo à Trieste. L'Italien Alessandro Petacchi s'est imposé.

## Classement de l'étape
| Classement de la 2e étape | Classement de la 2e étape | Classement de la 2e étape | Classement de la 2e étape | Classement de la 2e étape |
|                           | Coureur                   | Pays                      | Équipe                    | Temps                     |
| ------------------------- | ------------------------- | ------------------------- | ------------------------- | ------------------------- |
| 1er                       | Alessandro Petacchi       | ITA                       | LPR Brakes-Farnese Vini   | en 3 h 43 min 7 s         |
| 2e                        | Mark Cavendish            | GBR                       | Columbia-High Road        | m.t.                      |
| 3e                        | Ben Swift                 | GBR                       | Team Katusha              | m.t.                      |
| 4e                        | Allan Davis               | AUS                       | Quick Step                | m.t.                      |
| 5e                        | Tyler Farrar              | USA                       | Garmin-Slipstream         | m.t.                      |
| 6e                        | Oscar Gatto               | ITA                       | ISD                       | m.t.                      |
| 7e                        | Francesco Gavazzi         | ITA                       | Lampre-NGC                | m.t.                      |
| 8e                        | Davide Viganò             | ITA                       | Fuji-Servetto             | m.t.                      |
| 9e                        | Manuele Mori              | ITA                       | Lampre-NGC                | m.t.                      |
| 10e                       | Dries Devenyns            | BEL                       | Quick Step                | m.t.                      |
| modifier                  |                           |                           |                           |                           |

## Classements à l'issue de l'étape

### Classement général
| Classement général | Classement général    | Classement général | Classement général      | Classement général |
|                    | Coureur               | Pays               | Équipe                  | Temps              |
| ------------------ | --------------------- | ------------------ | ----------------------- | ------------------ |
| 1er                | Mark Cavendish        | GBR                | Columbia-High Road      | en 4 h 4 min 43 s  |
| 2e                 | Mark Renshaw          | AUS                | Columbia-High Road      | + 14 s             |
| 3e                 | Michael Rogers        | AUS                | Columbia-High Road      | m.t                |
| 4e                 | Thomas Lövkvist       | SWE                | Columbia-High Road      | m.t                |
| 5e                 | Edvald Boasson Hagen  | NOR                | Columbia-High Road      | m.t                |
| 6e                 | Tyler Farrar          | USA                | Garmin-Slipstream       | + 16 s             |
| 7e                 | Alessandro Petacchi   | ITA                | LPR Brakes-Farnese Vini | m.t                |
| 8e                 | Christian Vande Velde | USA                | Garmin-Slipstream       | + 20 s             |
| 9e                 | Bradley Wiggins       | GBR                | Garmin-Slipstream       | m.t                |
| 10e                | Lance Armstrong       | USA                | Astana                  | + 27 s             |
| modifier           |                       |                    |                         |                    |

### Classement par points
| Classement par points | Classement par points | Classement par points | Classement par points   | Classement par points |
| --------------------- | --------------------- | --------------------- | ----------------------- | --------------------- |
|                       | Coureur               | Pays                  | Équipe                  | Point(s)              |
| 1er                   | Alessandro Petacchi   | ITA                   | LPR Brakes-Farnese Vini | 26 points             |
| 2e                    | Mark Cavendish        | GBR                   | Columbia-High Road      | 24 pts                |
| 3e                    | Tyler Farrar          | USA                   | Garmin-Slipstream       | 18 pts                |
| modifier              |                       |                       |                         |                       |

### Classement du meilleur grimpeur
| Classement du meilleur grimpeur | Classement du meilleur grimpeur | Classement du meilleur grimpeur | Classement du meilleur grimpeur | Classement du meilleur grimpeur |
| ------------------------------- | ------------------------------- | ------------------------------- | ------------------------------- | ------------------------------- |
|                                 | Coureur                         | Pays                            | Équipe                          | Point(s)                        |
| 1er                             | David García Dapena             | ESP                             | Xacobeo Galicia                 | 3 points                        |
| 2e                              | Eros Capecchi                   | ITA                             | Fuji-Servetto                   | 2 pts                           |
| 3e                              | Andriy Grivko                   | UKR                             | Lampre-ISD                      | 1 pt                            |
| modifier                        |                                 |                                 |                                 |                                 |

### Classement du meilleur jeune
| Classement général du meilleur jeune | Classement général du meilleur jeune | Classement général du meilleur jeune | Classement général du meilleur jeune | Classement général du meilleur jeune |
|                                      | Coureur                              | Pays                                 | Équipe                               | Temps                                |
| ------------------------------------ | ------------------------------------ | ------------------------------------ | ------------------------------------ | ------------------------------------ |
| 1er                                  | Mark Cavendish                       | GBR                                  | Columbia-High Road                   | en 4 h 4 min 43 s                    |
| 2e                                   | Thomas Lövkvist                      | SWE                                  | Columbia-High Road                   | + 14 s                               |
| 3e                                   | Edvald Boasson Hagen                 | NOR                                  | Columbia-High Road                   | m.t.                                 |
| modifier                             |                                      |                                      |                                      |                                      |

### Classement par équipes
| Classement par équipes | Classement par équipes  | Classement par équipes | Classement par équipes |
|                        | Équipe                  | Pays                   | Temps                  |
| ---------------------- | ----------------------- | ---------------------- | ---------------------- |
| 1re                    | Columbia-High Road      | États-Unis             | en 11 h 31 min 11 s    |
| 2e                     | Garmin-Slipstream       | États-Unis             | + 6 s                  |
| 3e                     | LPR Brakes-Farnese Vini | Irlande                | + 22 s                 |
| modifier               |                         |                        |                        |

## Abandons
196.  Matthias Russ (Team Milram)